# Exodus (альбом DMX)
Exodus - восьмий і перший посмертний студійний альбом американського репера DMX. Він був випущений 28 травня 2021 року на лейблі Def Jam Recordings. Це перший реліз DMX, який вийшов після сьомого альбому Undisputed, випущеного в 2012 році. Це також перша робота репера, яка була випущена на лейблі Def Jam після Grand Champ 2003 року. Пісня «Bath Salts» за участю Jay-Z і Nas була номінована на премію «Греммі» як найкраща реп-пісня.

## Історія

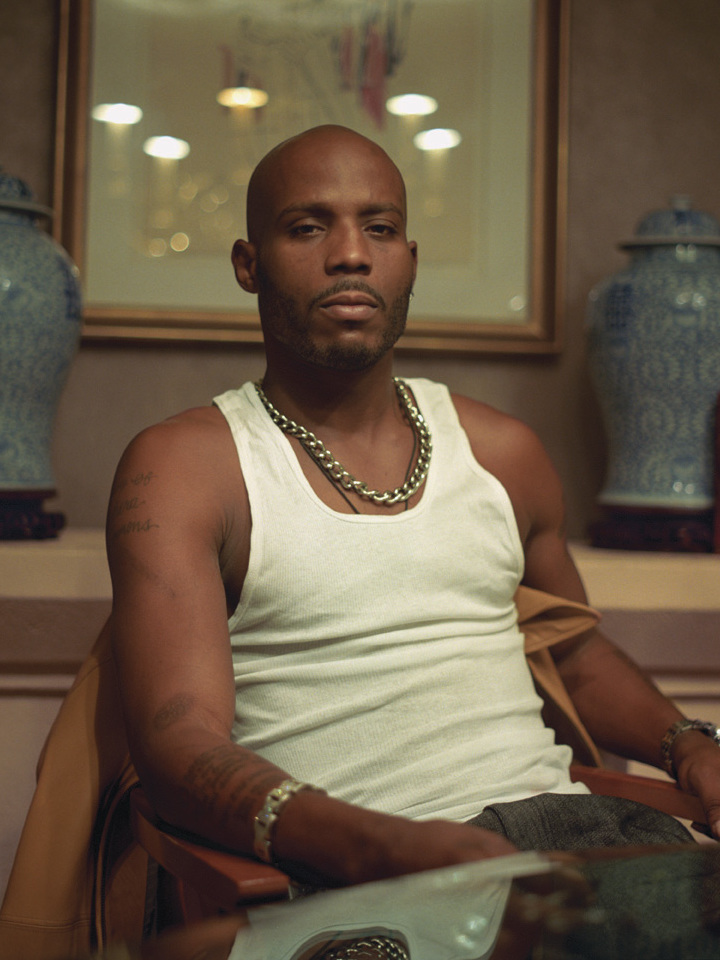
DMX помер 9 квітня 2021 року

2 квітня 2021 приблизно в 23:00 DMX був доставлений до лікарні Вайт-Плейнс, де, як повідомлялося, він знаходився в критичному стані після серцевого нападу, можливо, викликаного передозуванням наркотиків. Наступного дня його адвокат Мюррей Річман підтвердив, що Сіммонс перебував на апараті життєзабезпечення. Тієї ж ночі репер пережив церебральну гіпоксію (кисневе голодування мозку), парамедики намагалися реанімувати його. Колишній менеджер Сіммонса, Накія Уокер, сказала, що він перебував у «вегетативному стані» з «легеневою та мозковою недостатністю та відсутністю мозкової активності». Менеджер DMX Стів Ріфкінд заявив, що Сіммонс знаходиться в комі і що він повинен пройти тести, щоб визначити функціональність його мозку, і його сім'я повинна визначити його долю. Робота над Exodus розпочалася ще до смерті DMX. Він записав його в студії американського репера Snoop Dogg у Лос-Анджелесі. Swizz Beatz є виконавчим продюсером альбому. На альбомі беруть участь Pop Smoke, Боно, Griselda та Ліл Уейн, а також дочка DMX, Сонова. Після смерті Сіммонса в його Instagram-акаунті було опубліковано пост із заголовком «28 травня спадщина триває....#ExodusAlbum». Одного із синів DMX звуть Ексодус. Обкладинка альбому була знята фотографом Джонатаном Менніоном. Список композицій був опублікований 14 травня 2021 Swizz Beatz в Instagram.

## Випуск та просування
9 квітня 2021 року в день смерті DMX була випущена пісня «X Moves», яка не потрапила в альбом. 16 квітня вийшов сингл «Been to War» за участю Swizz Beatz та French Montana, він став саундтреком до серіалу Хрещений батько Гарлема. 25 травня була випущена пісня «Hood Blues», як лід-сингл з Exodus, вона містить гостьові участі від Westside Gunn, Benny the Butcher та Conway the Machine.

## Комерційний успіх
Exodus дебютував під восьмим номером у американському чарті Billboard 200 з 32,000 проданими копіями за перший тиждень. Це восьмий альбом DMX у топ-10 чарту. Альбом отримав понад 22 мільйони стрімінгів за перший тиждень.

## Список композицій
| [ 4 ] | [ 4 ]                                                                          | [ 4 ] | [ 4 ]                                               | [ 4 ]      |
| #     | Назва                                                                          | Автор | Продюсер(и)                                         | Тривалість |
| ----- | ------------------------------------------------------------------------------ | --- | --------------------------------------------------- | ---------- |
| 1.    | «That's My Dog» (за участю The Lox і Swizz Beatz)                              | Earl Simmons Jason Phillips David Styles Sean Jacobs Kasseem Dean Abraham Orellana                            | Swizz Beatz AraabMuzik                              | 5:06       |
| 2.    | «Bath Salts» (за участю Jay-Z і Nas)                                           | Simmons Shawn Carter Nasir Jones Dean Michael "Prime Maximus" Forno                                           | Swizz Beatz Prime Maximus                           | 3:00       |
| 3.    | «Dogs Out» (за участю Lil Wayne і Swizz Beatz)                                 | Simmons Dwayne Carter, Jr. Dean Orellana Anslem Douglas Osbert Gurley                                         | Swizz Beatz AraabMuzik                              | 2:45       |
| 4.    | «Money Money Money» (за участю Moneybagg Yo)                                   | Simmons Demario White, Jr. Dean Jean-Jacques Debout Huard Dumas Pierre Porte                                  | Swizz Beatz Courtney "AyooiNk" Jenkins              | 2:08       |
| 5.    | «Hold Me Down» (за участю Аліша Кіз)                                           | Simmons Alicia Augello-Cook Dean                                                                              | Swizz Beatz                                         | 3:39       |
| 6.    | «Skyscrapers» (за участю Боно)                                                 | Simmons Paul Hewson Dean Jerry "Wonda" Duplessis Tyrone "Musicman Ty" Johnson Arden "Keyz" Altino Sean Fenton | Swizz Beatz Wonda Musicman Ty Keyz [a]              | 3:25       |
| 7.    | «Stick Up Skit» (за участю Cross, Infrared та Icepick)                         | Simmons Dean                                                                                                  |                                                     | 0:47       |
| 8.    | «Hood Blues» (за участю Westside Gunn, Benny the Butcher і Conway the Machine) | Simmons Alvin Worthy Jeremie Pennick Demond Price Dean Avery "Avenue Beatz" Chambliss Marlene Moore           | Swizz Beatz Avenue Beatz Courtney "AyooiNk" Jenkins | 4:36       |
| 9.    | «Take Control» (за участю Snoop Dogg)                                          | Simmons Calvin Broadus Denaun Porter Dean David Ritz Marvin Gaye Odell Brown                                  | Mr. Porter Swizz Beatz [a]                          | 3:50       |
| 10.   | «Walking in the Rain» (за участю Nas, Exodus Simmons і Denaun)                 | Simmons Jones Porter Dean Tim Schoegje Lucky Specht Thomas Forbes                                             | Mr. Porter Swizz Beatz [a] Shroom [b]               | 4:00       |
| 11.   | «Exodus Skit»                                                                  | |                                                     | 0:20       |
| 12.   | «Letter to My Son (Call Your Father)» (за участю Usher і Brian King Joseph)    | Simmons Usher Raymond IV Brian King Joseph Nasri Atweh Dean Johnson                                           | Swizz Beatz Musicman Ty                             | 4:05       |
| 13.   | «Prayer»                                                                       | Simmons Kanye West Jahmal "BoogzDaBeast" Gwin Derek Watkins                                                   | West BoogzDaBeast [a] Fonzworth Bentley [a]         | 2:02       |

## Чарти
| Чарт (2021)                                  | Найвища позиція |
| -------------------------------------------- | --------------- |
| Бельгія Belgian Albums (Ultratop Flanders)   | 76              |
| Канада Canadian Albums (Billboard)           | 26              |
| Швейцарія Swiss Albums (Schweizer Hitparade) | 36              |
| США Billboard 200                            | 8               |
| США Top R&B/Hip-Hop Albums (Billboard)       | 4               |